# Список IRC-команд

Это список всех команд в IRC (англ. Internet relay chat), определённых в RFC IETF 1459 и 2812. Во многих IRC-клиентах необходимо, чтобы перед командой находился символ слэша. Угловые скобки («<» и «>») обозначают аргументы команды. Аргументы, заключённые в квадратные скобки ("[" и «]») являются необязательными и замещают собой значения по умолчанию.

## Список команд

### ADMIN
Синтаксис:
ADMIN [<сервер>]
Заставляет сервер вернуть информацию об администраторе сервера, определённый в аргументе <сервер>, или текущего сервера, если этот аргумент не приведен.
Определена в RFC 1459.

### AWAY
Синтаксис:
AWAY [<сообщение>]
Задаёт сообщение, которое автоматически отображается в ответ на приватные сообщения, направленные пользователю.
Если аргумент <message> не указан, команда убирает ранее установленный статус.
Определена в RFC 1459

### CONNECT
Синтаксис:
CONNECT <сервер> [<порт> [<удаленный сервер>]] (RFC 1459)
CONNECT <сервер> <порт> [<удаленный сервер>] (RFC 2812)
Заставляет сервер, определённый в аргументе <удаленный сервер> (или текущий сервер, если <удаленный сервер> не указан) соединиться с сервером <сервер> на порт <port>.
Эта команда доступна только IRC-операторам.
Определена в RFC 1459; параметр <порт> стал обязательным в RFC 2812

### DIE
Синтаксис:
DIE
Заставляет сервер отключиться.
Определена в RFC 2812

### ERROR
Синтаксис:
ERROR <сообщение об ошибке>
Эта команда используется серверами для сообщения об ошибке другим серверам. Также она используется перед завершением соединения с клиентом.
Определена в RFC 1459

### INFO
Синтаксис:
INFO [<цель>]
Возвращает информацию о сервере, определённом в параметре <цель>, или текущем сервере, если параметр <цель> не указан. Информацию включает версию сервера, дату его компиляции, информацию о наложенных патчах, дате запуска, и любую другую информацию, которая может являться нужной.
Определена в RFC 1459

### INVITE
Синтаксис:
INVITE <пользователь> <канал>
Приглашает пользователя <пользователь> на канал <канал>. <канал> не должен существовать. Если он есть, только находящиеся на канале пользователи могут приглашать других участников. Если на канале включен режим +i, только операторы канала могут приглашать других пользователей.
Определена в RFC 1459

### ISON
Синтаксис:
ISON <имена пользователей>
Запрашивает статус пользователей, перечисленных в первом аргументе команды <имена пользователей>, и разделенных пробелами. Сервер возвращает список тех из них, которые в данный момент находятся в сети, в виде разделенного пробелами списка. Если ни один из них не находится в сети, сервер возвращает пустой список.
Определена в RFC 1459

### JOIN
Синтаксис:
JOIN <каналы> [<ключи>]
Позволяет зайти на каналы, заданные в виде разделенного запятыми списка <каналы>. Также позволяет указать пароли, если они нужны, в разделенном запятыми списке <ключи>. Если канал(ы) не существуют, они будут созданы.
Определена в RFC 1459

### KICK
Синтаксис:
KICK <канал> <пользователь> [<сообщение>]
Удаляет пользователя <пользователь> с канала <канал>. Эта команда может быть использована только операторами канала.
Определена в RFC 1459

### KILL
Синтаксис:
KILL <пользователь> <сообщение>
Удаляет пользователя <пользователь> из сети. Эта команда может быть использована только IRC-операторами.
Определена в RFC 1459

### LINKS
Синтаксис:
LINKS [<удаленный сервер> [<маска сервера>]]
Отображает все связи сервера, совпадающие с маской <маска сервера>, если она определена, на сервере <удаленный сервер>, или на текущем сервере, если аргумент не указан.
Определена в RFC 1459

### LIST
Синтаксис:
LIST [<каналы> [<сервер>]]
Возвращает список всех каналов на сервере. Если задан разделенный запятыми список <каналы>, возвращает их топики. Если определён <сервер>, команда передается серверу <сервер>.
Определена в RFC 1459

### LUSERS
Синтаксис:
LUSERS [<маска> [<сервер>]]
Возвращает статистику о размере сети. Если команда вызывается без аргументов, отображается статистика всей сети. Если задан параметр <маска>, команда возвращает только статистику определённого маской подмножества сети. Если определён параметр <сервер>, команда передается серверу <сервер>.
Определена RFC 2812

### MODE
Синтаксис:
MODE <имя пользователя> <флаги> (пользовательские)
MODE <канал> <флаги> [<аргументы>]
Команда MODE имеет два назначения. Она может использоваться для изменения флагов пользователя и режимов канала.
Определена в RFC 1459

### MOTD
Синтаксис:
MOTD [<server>]
Возвращает MOTD сообщение от сервера <server>, или от текущего сервера, если аргумент опущен.
Определена RFC 2812

### MSG
Синтаксис:
MSG nickname message
Посылка приватного сообщения пользователю без открытия приватного окна.

### NAMES
Синтаксис:
NAMES [<каналы>] (RFC 1459)
NAMES [<каналы> [<сервер>]] (RFC 2812)
Возвращает список пользователей, находящихся на каналах, определённых в разделенном запятыми списке <каналы>. Если аргумент <каналы> не определён, отображает всех пользователей, распределенных по именам каналов. Пользователи, не находящиеся ни на одном из каналов, отображаются как состоящие на канале «*». Если определён параметр <сервер>, команда передается серверу <сервер>.
Определена в RFC 1459; необязательный параметр <сервер> добавлен в RFC 2812

### NICK
Синтаксис:
NICK <имя пользователя> [<счётчик>] (RFC 1459)
NICK <имя пользователя> (RFC 2812)
Позволяет пользователю изменить его ник в IRC. Счётчик ранее использовался несколькими серверами.
Определена в RFC 1459; необязательный параметр <счётчик> удален в RFC 2812

### NOTICE
Синтаксис:
NOTICE <цель сообщения> <сообщение>
Эта команда работает так же, как PRIVMSG, за исключением того, что автоматический ответ не может быть отправлен в ответ на сообщение NOTICE.
Определена в RFC 1459

### OPER
Синтаксис:
OPER <имя пользователя> <пароль>
Позволяет пользователю произвести аутентификация в качестве IRC-оператора на этом сервере/сети.
Определена в RFC 1459

### PART
Синтаксис:
PART <каналы>
Позволяет пользователю покинуть каналы, определённые в разделенном запятыми списке <каналы>.
Определена в RFC 1459

### PASS
Синтаксис:
PASS <пароль>
Устанавливает пароль соединения. Эта команда должна быть использована перед регистрацией имени пользователя.
Определена в RFC 1459

### PING
Синтаксис:
PING <сервер1> [<сервер2>]
Проверяет наличие соединения. В ответ на сообщение PING возвращается ответ PONG. Если определён <сервер2>, сообщение передается и ему.
Определена в RFC 1459

### PONG
Синтаксис:
PONG <сервер1> [<сервер2>]
Эта команда является ответом на команду PING и работает точно так же.
Определена в RFC 1459

### PRIVMSG
Синтаксис:
PRIVMSG <цель сообщения> <сообщение>
Отправляет приватное сообщение <сообщение> для <цель сообщения>, которой может являться пользователь или канал.
Определена в RFC 1459

### QUERY
Синтаксис:
QUERY nickname message
Посылка приватного сообщения пользователю с открытием приватного окна.

### QUIT
Синтаксис:
QUIT [<сообщение>]
Отключает пользователя от сервера.
Определена в RFC 1459

### REHASH
Синтаксис:
REHASH
Заставляет сервер повторно прочитать и использовать конфигурационные файлы. Эта команда может быть использована только IRC-операторами.
Определена в RFC 1459

### RESTART
Синтаксис:
RESTART
Перезапускает сервер. Эта команда может быть использована только IRC-операторами.
Определена в RFC 1459

### SERVICE
Синтаксис:
SERVICE <nickname> <reserved> <distribution> <type> <reserved> <info>
Регистрирует новый сервис в сети..
Определена в RFC 2812

### SERVLIST
Синтаксис:
SERVLIST [<маска> [<тип>]]
Отображает список сервисов, находящихся в данный момент в сети.
Определена в RFC 2812

### SERVER
Syntax:
SERVER <имя сервера> <счетчик> <информация>
Сообщение сервера используется для того, чтобы сообщить серверу, что другой конец нового соединения является сервером. Также это сообщение может быть использовано для передачи данных сервера на всю сеть.
<счетчик> определяет, сколько прыжков (соединений с сервером) от <имя сервера>.
<информация> содержит дополнительную информацию о сервере.
Определена в RFC 1459

### SQUERY
Синтаксис:
SQUERY <имя сервиса> <текст>
Команда идентична PRIVMSG за исключением того, что получатель является сервисом.
Определена в RFC 2812

### SQUIT
Синтаксис:
SQUIT <сервер> <комментарий>
Заставляет сервер <сервер> выйти из сети.
Определена в RFC 1459

### STATS
Синтаксис:
STATS <запрос> [<сервер>]
Возвращает статистику текущего сервера, или сервера <сервер>, если он определён.
Определена в RFC 1459

### SUMMON
Синтаксис:
SUMMON <пользователь> [<сервер>] (RFC 1459)
SUMMON <пользователь> [<сервер> [<канал>]] (RFC 2812)
Отправляет пользователям, находящимся на том же хосте, что и <server>, сообщение с предложением присоединиться к IRC.
Определена в RFC 1459; необязательный параметр <канал> добавлен в RFC 2812

### TIME
Синтаксис:
TIME [<сервер>]
Возвращает локальное время текущего сервера, или сервера <сервер>, если этот параметр определён.
Определена в RFC 1459

### TOPIC
Синтаксис:
TOPIC <канал> [<тема>]
Позволяет пользователю запросить или установить топик канала <канал>. Если параметр <тема> определён, изменяет тему канала на <тема>. Если на канале включен режим +i, только операторы канала могут устанавливать тему.
Определена RFC 1459

### TRACE
Синтаксис:
TRACE [<цель>]
Позволяет просмотреть путь через IRC-сеть до определённого сервера и клиента, с использованием метода, аналогичного traceroute.
Определена в RFC 1459

### USER
Синтаксис:
USER <имя пользователя> <хост> <имя сервера> <реальное имя> (RFC 1459)
USER <имя пользователя> <флаги> <не используется> <реальное имя> (RFC 2812)
Эта команда используется в начале установления соединения для того, чтобы определить имя пользователя, хост, реальное имя и флаги соединения. Параметр <реальное имя> может содержать пробелы, и должен начинаться с двоеточия.
Определена в RFC 1459, изменена в RFC 2812

### USERHOST
Синтаксис:
USERHOST <имя пользователя> [<имя пользователя> <имя пользователя> ...]
Возвращает информацию о хостах, определённых пользователей.
Определена в RFC 1459

### USERS
Синтаксис:
USERS [<сервер>]
Возвращает список пользователей и информацию об этих пользователях в формате, похожем на UNIX-команды who, rusers и finger.
Определена в RFC 1459

### VERSION
Синтаксис:
VERSION [<сервер>]
Возвращает версию сервера <сервер>, или текущего сервера, если этот параметр не определён.
Определена в RFC 1459

### WALLOPS
Синтаксис:
/server USERHOST m2418743 <сообщение>
Отправляет <сообщение> всем оператором, соединённым с сервером (RFC 1459), или всем пользователям с установленным флагом 'w' (RFC 2812).
Определена в RFC 1459

### WHO
Синтаксис:
WHO [<имя> ["o"]]
Возвращает список пользователей, совпадающих с <имя>. Если установлен флаг «o», возвращается информация только об IRC-операторах.
Определена в RFC 1459

### WHOIS
Синтаксис:
WHOIS [<сервер>] <имена пользователей>
Возвращает информацию о пользователях, определённых в разделенном запятыми списке <имена пользователей>. Если определён параметр <сервер>, команда передается ему для обработки.
Определена в RFC 1459

### WHOWAS
Синтаксис:
WHOWAS <имя пользователя> [<счетчик> [<сервер>]]
Возвращает информацию об имени пользователя, которое сейчас не используется (в связи с отключением пользователя или изменением его имени). Если определён параметр <счетчик>, возвращается информация о последних <счетчик> случаях использования ника. Если определён параметр <сервер>, команда передается ему для обработки. В RFC 2812, <имя пользователя> может являться разделенным запятыми списком имен пользователей.
Определена в RFC 1459